# بری آنسل
بری آنسل (انگلیسی: Barry Ansell; ۲۹ سپتامبر ۱۹۴۷ – ۲ مارس ۲۰۱۸) بازیکن فوتبال اهل بریتانیا بود.
از باشگاه‌هایی که در آن بازی کرده‌است می‌توان به باشگاه فوتبال استون ویلا اشاره کرد.